# Mary Wesley
Mary Wesley era el seudónimo de Mary Aline Siepmann CBE (24 de junio de 1912-30 de diciembre de 2002), una escritora y novelista inglesa. Durante su carrera, fue una de las novelistas más exitosas de Gran Bretaña, vendiendo tres millones de copias de sus libros, incluidos diez bestsellers en los últimos veinte años de su vida.

## Biografía

### Familia
Mary Aline Mynors Farmar nació en Englefield Green, Surrey, y fue la tercera hija del coronel Harold Mynors Farmar, CMG, DSO, de Orchards, Bicknoller, Somerset, y su esposa Violet Hyacinth, de soltera Dalby, nieta de Sir William Bartlett Dalby. De niña, tuvo una sucesión de 16 institutrices extranjeras. Cuando le preguntó a su madre por qué seguían saliendo, según los informes, su madre le dijo: "Porque a ninguno de ellas les gustas, querida".
Wesley tuvo una relación complicada de por vida con su familia y especialmente con su madre, que tenía una lengua afilada. Tras la muerte de su padre en 1961, su madre dijo: "No voy a permitir que me suceda esa muerte prolongada. Cuando llegue el momento, me arrastraré hasta el Solent y nadaré". Wesley respondió con sentimiento: "Yo te ayudaré".
Su familia no aprobaba sus libros. Su hermano llamó a lo que ella escribió "inmundicia" y su hermana, con quien ya no se hablaba, se opuso enérgicamente a The Camomile Lawn, alegando que algunos de los personajes se basaban en sus padres. Wesley identificó a los espantosos abuelos de Harnessing Peacocks, que intimidan a la embarazada Hebe, como lo más cercano que estuvo a un retrato de sus propios padres en la vejez.

### Vida adulta
Lewis Clive se enamoró de Wesley y le pidió que se casara con él. En The Camomile Lawn, el personaje de Oliver Ansty es una versión ficticia de Clive.
El primer marido de Wesley fue Charles Swinfen Eady, segundo barón Swinfen, con quien tuvo un hijo, Roger Swinfen Eady, tercer barón Swinfen; aunque su hijo Toby Eady, nacido en 1941, fue inicialmente conocido como el hijo de Lord Swinfen, Wesley admitió posteriormente que su padre era el politólogo checo Heinz Otto Ziegler. Toby Eady se casó con la escritora Xinran y fue eventualmente el agente literario del biógrafo de su madre, Patrick Marnham. Luego se casó con Eric Siepmann y con él tuvo un tercer hijo, William Siepmann.
En 1970, Wesley quedó empobrecida tras la muerte de Siepmann, y fue cuando se convirtió en autora y se dedicó a escribir como una forma de restaurar sus finanzas.

### Últimos años
Solo en el último año de su vida accedió a que se escribiera su biografía. Cooperó completamente con Patrick Marnham, con la condición de que no se publicaría nada antes de su muerte. Wesley proporcionó sus recuerdos de su lecho de enferma y comentó: "¿Tienes alguna idea del placer de estar en cama durante seis meses, hablando de ti con un hombre muy inteligente? Lo que más lamento es que era demasiado viejo y estaba demasiado enfermo para llevarlo a la cama conmigo". La biografía autorizada (publicada en 2006) se titula Wild Mary, una referencia tanto a su apodo de infancia como a su vida sexual de joven, cuando tuvo muchos amantes. La biografía no esconde nada. Como dijo Wesley: "Fue una generación frívola. . . . [Nosotros] habíamos sido criados tan reprimidos. La guerra nos liberó. Sentimos que si no lo hacíamos ahora, nunca tendríamos otra oportunidad". "Llegó al estado en que uno se despertaba por la mañana, estiraba la mano sobre la almohada y pensaba: 'Veamos. ¿Quién es esta vez?'".
Pero Wesley finalmente se cansó de su estilo de vida durante la guerra, al darse cuenta de que su forma de vida se había vuelto demasiado excesiva: "demasiados amantes, demasiado para beber. . . Estaba en camino de convertirme en una persona muy desagradable". Cuando su hijo Toby Eady leyó el libro, quedó tan asombrado de cuánto no sabía sobre su madre que no habló con nadie durante una semana.
Al final de su vida, Wesley encargó su propio ataúd a una artesana local y le pidió que lo acabaran con laca china roja. Lo utilizó como una mesa de café durante algún tiempo en su sala de estar. Wesley sugirió que la fotografiaran sentada en él para un artículo en la revista Country Living, pero la idea fue amablemente rechazada.
Fue nombrada Comandante de la Orden del Imperio Británico (CBE) en 1995. Debido a su asociación con la ciudad, Wesley fue elegida en 2007 para aparecer en el billete de 1 libra Totnes.

### Muerte
Wesley murió de cáncer el 30 de diciembre de 2002, a los 90 años, en su casa de Totnes, Devon y fue enterrada junto a su segundo marido en el cementerio de Buckfast Abbey.

## Estilo de escritura y temas
Su visión de la vida revela una visión aguda y crítica que disecciona cuidadosamente las idiosincrasias de la refinada Inglaterra con humor, compasión e ironía, detallando en particular los valores sexuales y emocionales. Su estilo ha sido descrito como "arsénico sin el encaje viejo". Otros lo han descrito como "Jane Austen más sexo", una descripción que la propia Wesley consideró ridícula. Como mujer que fue liberada antes de tiempo, Wesley desafió los supuestos sociales sobre los ancianos, confesó su mal comportamiento y recomendó el sexo. Al hacerlo, destrozó el estereotipo de la persona mayor desaprobadora, crítica y pasada de moda. Esto encantó a los viejos e intrigó a los jóvenes.
En los libros de Wesley hay algunas referencias a su propia vida, aunque negó que sus novelas fueran autobiográficas. Sus libros suelen tener lugar en o alrededor de la casa eterna, el refugio idílico, recordando su tiempo con Siepmann, viviendo en una cabaña remota en el West Country. Otros temas recurrentes como la familia disfuncional, la paternidad incierta, la afirmación de la ilegitimidad, también pueden vincularse a su propia vida. Además, gracias a su juventud frívola, el sexo se convertiría en la marca registrada en sus libros aunque escribiera sobre lo que pasaba en la cabeza en lugar de un manual de usuario. El incesto también juega un papel clave en varias de sus novelas, pero Wesley nunca mencionó esto como una característica de su propia vida. Sin embargo, es posible que haya obtenido su conocimiento de sus años de trabajo como samaritana.

## Trayectoria

### Novelas
Escribió tres libros para niños, Speaking Terms y The Sixth Seal (ambos de 1969) y Haphazard House (1983), antes de publicar ficción para adultos. Dado que su primera novela para adultos se publicó en 1983, cuando tenía 71 años, se la puede considerar una escritora tardía. La publicación de Jumping the Queue en 1983 fue el comienzo de un período intensamente creativo en la vida de Wesley. De 1982 a 1991, escribió y entregó siete novelas, cuando tenía entre 70 y 79 años, todavía mostraba el enfoque y el impulso de una persona joven.
Su libro más conocido, The Camomile Lawn, ambientado en la península de Roseland en Cornualles, se convirtió en una serie de televisión y es un relato de las vidas entrelazadas de tres familias en la Inglaterra rural durante la Segunda Guerra Mundial. Después de The Camomile Lawn (1984) vino Harnessing Peacocks (1985 y como película para televisión en 1992), The Vacillations of Poppy Carew (de 1986 y filmada en 1995), Not That Sort of Girl (1987), Second Fiddle (1988), A Vida sensata (1990), Un legado dudoso (1992), Una experiencia imaginativa (1994) y Parte del mobiliario (1997). En 2001 se publicó un libro sobre West Country con la fotógrafa Kim Sayer, Part of the Scenery. Cuando le preguntaron por qué había dejado de escribir ficción a los 84 años, respondió: "Si no tienes nada que decir, no lo digas".

### Selección de obras
Novelas para niños
- Hablar términos (1969)
- El sexto sello (1969)
- Casa al azar (1983)

Novelas para adultos
- Saltando la cola (1983)
- El césped de manzanilla (1984)[21]
- Aprovechando pavos reales (1985)
- Las vacilaciones de Poppy Carew (1986)
- No ese tipo de chica (1987)
- Segundo violín (1988)
- Una vida sensata (1990)
- Un legado dudoso (1992)
- Una experiencia imaginativa (1994)
- Parte del mueble (1997)

Autobiográfico
- Parte del paisaje (2001)
- querido: Cartas de Mary Wesley y Eric Siepmann 1944-1967 (2017)